# Awaria wspólna
Awaria wspólna – w ubezpieczeniach morskich, decyzja kapitana statku o poświęceniu części ładunku lub statku albo o poniesieniu nadzwyczajnych wydatków w celu uratowania przed grożącym niebezpieczeństwem całości mienia zaangażowanego w wyprawie morskiej (statku, ładunku i frachtu).
Koszty awarii wspólnej ponoszone są proporcjonalnie przez każdego z właścicieli uratowanego ładunku i ma charakter ubezpieczenia wzajemnego. Prawnie opisuje ją kodeks morski, zaś warunki szczegółowe winny być zawarte w umowie przewozu morskiego. Narzędziem określania zakresu awarii wspólnej są tzw. Reguły Yorku-Antwerpii.
Fragment z kodeksu morskiego na temat awarii wspólnej:

Art. 250. § 1. Awarię wspólną stanowią nadzwyczajne poświęcenia lub wydatki poniesione rozmyślnie i rozsądnie w celu ratowania statku, ładunku na nim przewożonego oraz frachtu ze wspólnego dla nich niebezpieczeństwa.
§ 2. Do awarii wspólnej zalicza się tylko te straty, które są bezpośrednim następstwem aktu awarii wspólnej. Strat pośrednich, jak straty z przestoju lub z różnicy cen, nie zalicza się do awarii wspólnej.
Art. 251. Wydatek nadzwyczajny poniesiony zamiast wydatku, który podlegałby zaliczeniu do awarii wspólnej, zalicza się do awarii wspólnej, lecz tylko do wysokości wydatku zastąpionego.
Art. 252. § 1. Straty awarii wspólnej rozdziela się pomiędzy statek, ładunek i fracht w stosunku do ich rzeczywistej wartości w miejscu i czasie zakończenia podróży. Opłata za przewóz pasażerów i ich bagażu jest zrównana z frachtem.
§ 2. Straty awarii wspólnej rozdziela się stosownie do § 1, choćby niebezpieczeństwo, które spowodowało nadzwyczajne poświęcenia lub wydatki, zostało zawinione przez któregokolwiek z uczestników awarii wspólnej lub przez osobę trzecią. Jednakże rozdzielenie strat nie pozbawia uczestnika awarii wspólnej prawa zwrotnego poszukiwania od osoby, z której winy strata powstała.
§ 3. Rozdział strat awarii wspólnej przeprowadza się również wtedy, gdy akt awarii wspólnej nie doprowadził do zamierzonego rezultatu, a także gdy poświęcenie objęto cały statek lub cały ładunek.
Art. 253. § 1. Strat wynikłych z utraty lub uszkodzenia ładunku, który załadowano na statek bez wiedzy armatora albo zadeklarowano fałszywie przy przyjęciu do przewozu, nie zalicza się do awarii wspólnej; jednakże ładunek taki, jeżeli został uratowany, uczestniczy w pokryciu udziałów awarii wspólnej według ogólnych zasad.
§ 2. Straty wynikłe z utraty lub uszkodzenia ładunku, którego wartość została przy przyjęciu do przewozu zadeklarowana poniżej rzeczywistej wartości, zalicza się do awarii wspólnej według wartości zadeklarowanej, natomiast ciążące na tym ładunku zobowiązania z tytułu udziału w awarii wspólnej ustala się według jego wartości rzeczywistej.
Art. 254. Wszelkie szkody i straty w statku, ładunku lub frachcie, które nie podlegają zaliczeniu do awarii wspólnej, stanowią awarię poszczególną; ponosi je poszkodowany lub ten, kto za nie odpowiada.
Art. 255. § 1. Ustalenia, czy zachodzi awaria wspólna, obliczenia wysokości strat awarii wspólnej i ich rozdzielenia (dyspasza) dokonuje dyspaszer na zlecenie armatora.
§ 1a. Dyspasza może być świadczona tylko przez dyspaszera wpisanego na listę dyspaszerów. Listę dyspaszerów prowadzi Prezes Krajowej Izby Gospodarczej.
§ 1b. Na listę dyspaszerów wpisuje się dyspaszera, jeżeli spełnia wymagania kwalifikacyjne określone w przepisach wydanych na podstawie art. 255 § 4.
§ 1c. Prezes Krajowej Izby Gospodarczej skreśla dyspaszera z listy dyspaszerów:
1) na wniosek dyspaszera,
2) w przypadku utraty wymagań kwalifikacyjnych,
3) w przypadku stwierdzenia zawinionego, nienależytego wykonywania czynności dyspaszerskich, naruszenia prawa oraz naruszenia zasad etyki zawodowej,
4) w przypadku śmierci dyspaszera.
§ 2. Szczegółowego rozliczenia awarii wspólnej dokonuje dyspaszer stosując, w braku umowy stron, zasady powszechnie przyjęte w międzynarodowym obrocie morskim.
§ 3. Zlecenie powinno być udzielone dyspaszerowi przez armatora niezwłocznie po zakończeniu podróży, nie później jednak niż w ciągu jednego miesiąca. W razie zwłoki armatora zlecenie może być udzielone przez innego uczestnika awarii wspólnej.
§ 4. Minister właściwy do spraw gospodarki morskiej w porozumieniu z ministrem właściwym do spraw gospodarki określi, w drodze rozporządzenia, kwalifikacje wymagane do zajmowania stanowiska dyspaszera, w szczególności mając na uwadze wymagania stawiane przed dyspaszerami w zakresie prowadzenia postępowania dyspaszerskiego, sposób powoływania dyspaszera, wpisu i skreślenia z listy dyspaszerów oraz tryb postępowania dyspaszerskiego.
Art. 256. § 1. Roszczenie z awarii wspólnej przedawnia się z upływem dwóch lat od dnia zakończenia podróży.
§ 2. Bieg przedawnienia przerywa się przez zgłoszenie roszczenia dyspaszerowi wyznaczonemu zgodnie z art. 255 § 3. Przedawnienie biegnie na nowo od dnia doręczenia dyspaszy.